# 罗伯特·梅里克
罗伯特·梅里克（英語：Robert Merrick，1971年1月18日—），美国男子帆船运动员。他曾代表美国参加2000年夏季奥林匹克运动会帆船比赛，联同保罗·福斯特获得一枚银牌。